# Pays de Dol
Le Pays de Dol (Paeï de Dol en gallo, Bro Zol en breton) est l’un des neuf pays historiques de Bretagne, sa capitale est Dol-de-Bretagne. 
Il couvre une superficie de 637 km2, correspondant au nord-est du département français d’Ille-et-Vilaine.
Il comprend deux pays historiques distincts ; le Clos Ratel et le Dolois